# Saint-Julien-du-Tournel
Pour les articles homonymes, voir Saint-Julien.
Saint-Julien-du-Tournel est une ancienne commune française, située dans le département de la Lozère en région Occitanie. Ses habitants sont appelés les Tournelois. Elle a formé le 1er janvier 2017 la commune nouvelle de Mont-Lozère-et-Goulet.

## Géographie

### Communes limitrophes
| Chadenet                                            | Allenc                     | Belvezet (Mont Lozère et Goulet)       |
| Bagnols-les-Bains (Mont Lozère et Goulet), Chadenet | Saint-Julien-du-Tournel    | Le Bleymard (Mont Lozère et Goulet)    |
| Lanuéjols                                           | Saint-Étienne-du-Valdonnez | Mas-d'Orcières (Mont Lozère et Goulet) |

## Histoire
L'histoire de la commune est liée à celle du château du Tournel et de la Baronnie de Tournel.
En 1880, une partie du territoire de la commune est détachée pour créer Mas-d'Orcières.

## Politique et administration
| Période          | Période                    | Identité      | Étiquette | Qualité                        |
| ---------------- | -------------------------- | ------------- | --------- | ------------------------------ |
| 1er janvier 2017 | En cours (au 20 juin 2020) | Pascal Beaury |           | maire de Mont Lozère et Goulet |

## Démographie
L'évolution du nombre d'habitants est connue à travers les recensements de la population effectués dans la commune depuis 1793. À partir du 1er janvier 2009, les populations légales des communes sont publiées annuellement dans le cadre d'un recensement qui repose désormais sur une collecte d'information annuelle, concernant successivement tous les territoires communaux au cours d'une période de cinq ans. 
Pour les communes de moins de 10 000 habitants, une enquête de recensement portant sur toute la population est réalisée tous les cinq ans, les populations légales des années intermédiaires étant quant à elles estimées par interpolation ou extrapolation. Pour la commune, le premier recensement exhaustif entrant dans le cadre du nouveau dispositif a été réalisé en 2004,.
En 2014, la commune comptait 123 habitants, en évolution de +9,82 % par rapport à 2009 (Lozère : −1,04 %, France hors Mayotte : +2,49 %).
| 1793  | 1800  | 1806  | 1821  | 1831  | 1836  | 1841  | 1846  | 1851  |
| ----- | ----- | ----- | ----- | ----- | ----- | ----- | ----- | ----- |
| 1 200 | 1 200 | 1 248 | 1 236 | 1 133 | 1 278 | 1 275 | 1 281 | 1 276 |

| 1856  | 1861  | 1866  | 1872  | 1876  | 1881 | 1886 | 1891 | 1896 |
| ----- | ----- | ----- | ----- | ----- | ---- | ---- | ---- | ---- |
| 1 249 | 1 226 | 1 192 | 1 137 | 1 198 | 702  | 753  | 665  | 634  |

| 1901 | 1906 | 1911 | 1921 | 1926 | 1931 | 1936 | 1946 | 1954 |
| ---- | ---- | ---- | ---- | ---- | ---- | ---- | ---- | ---- |
| 573  | 577  | 574  | 539  | 515  | 530  | 539  | 397  | 300  |

| 1962 | 1968 | 1975 | 1982 | 1990 | 1999 | 2004 | 2009 | 2014 |
| ---- | ---- | ---- | ---- | ---- | ---- | ---- | ---- | ---- |
| 264  | 183  | 148  | 146  | 109  | 109  | 99   | 112  | 123  |

## Culture locale et patrimoine

### Lieux et monuments
- Les clochers de tourmente des villages des Sagnes, d'Oultet et d'Auriac sont classés monuments historiques[9].

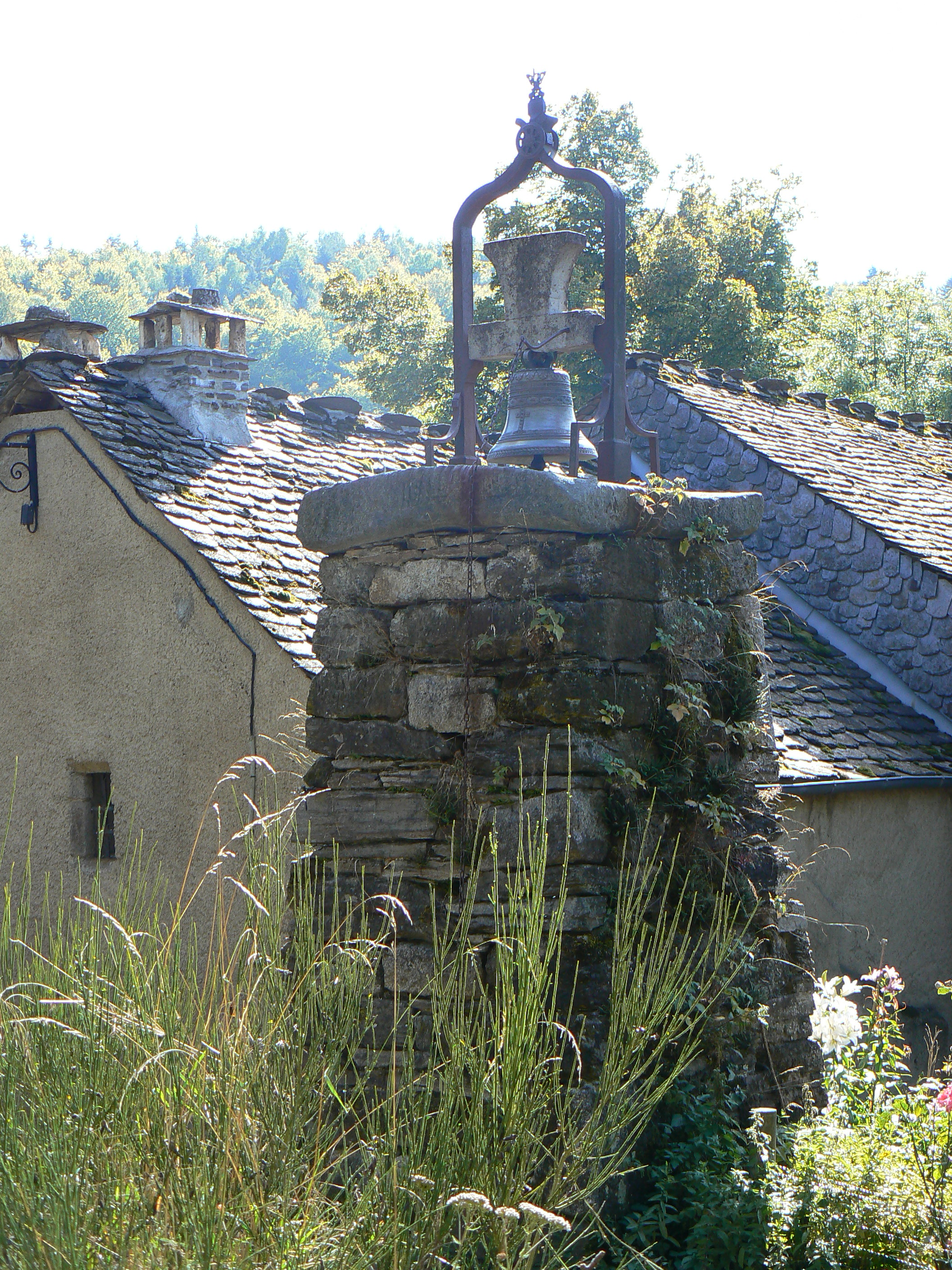
Clocher de tourmente d'Auriac.
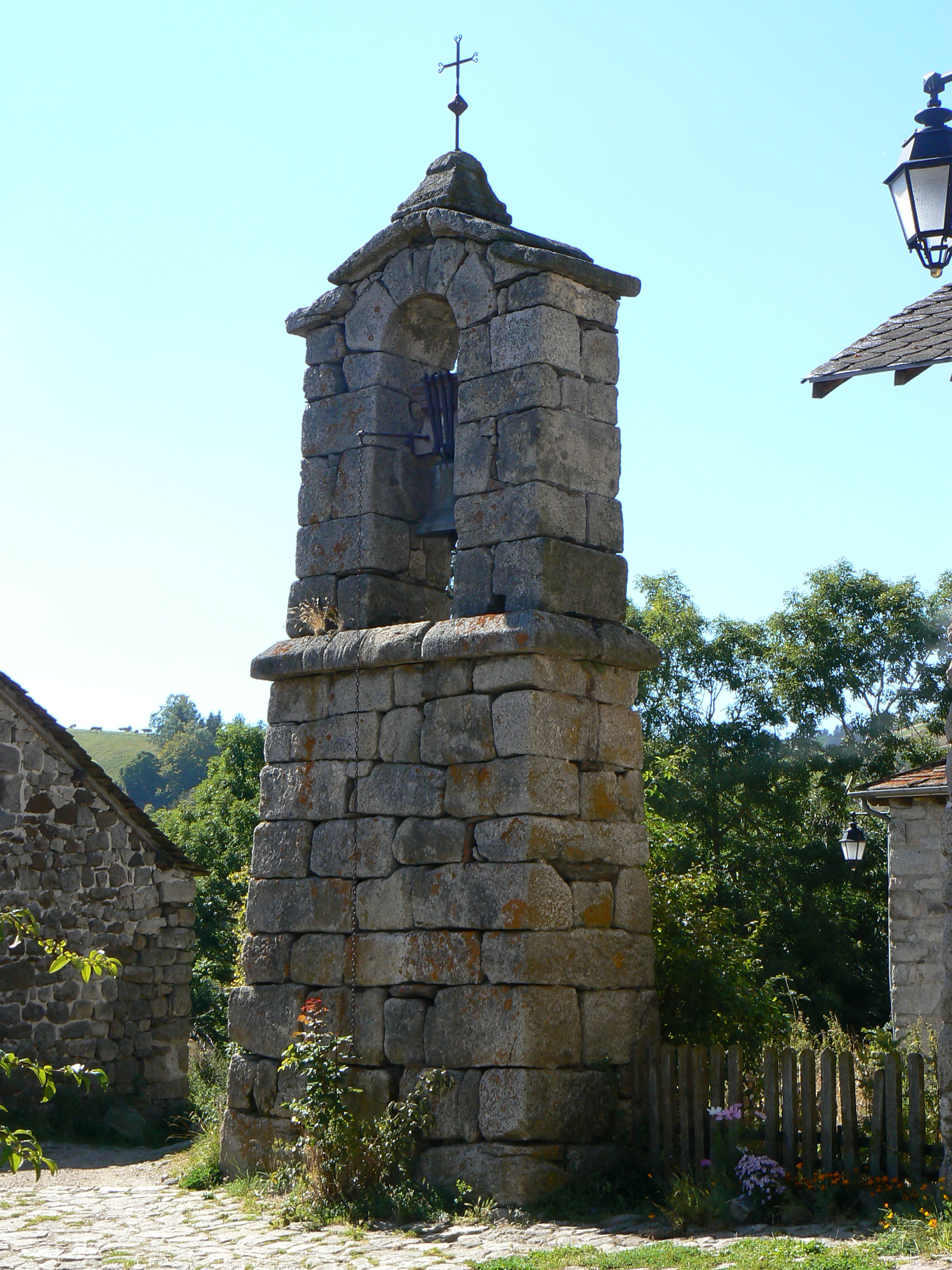
Clocher de tourmente des Sagnes.
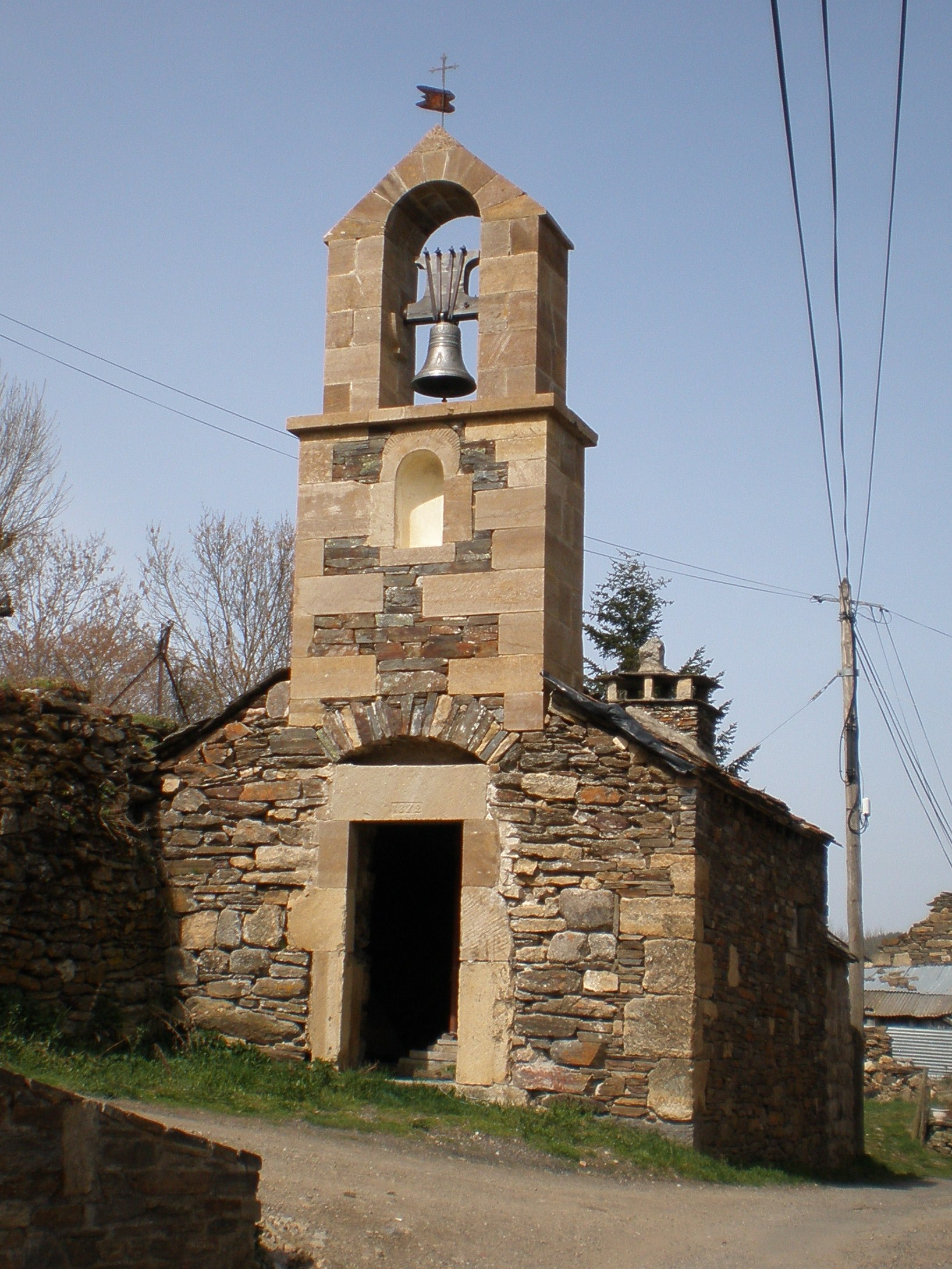
Clocher de tourmente d'Oultet.

- Le château du Tournel surplombant le Lot, ancien fief des barons du Tournel.

À noter que c'est un des lieux de tournage de la série française Hero Corp de Simon Astier, dans la saison 1 (les fans reconnaîtront le repère du "plus grand des supers-vilains : The Lord").

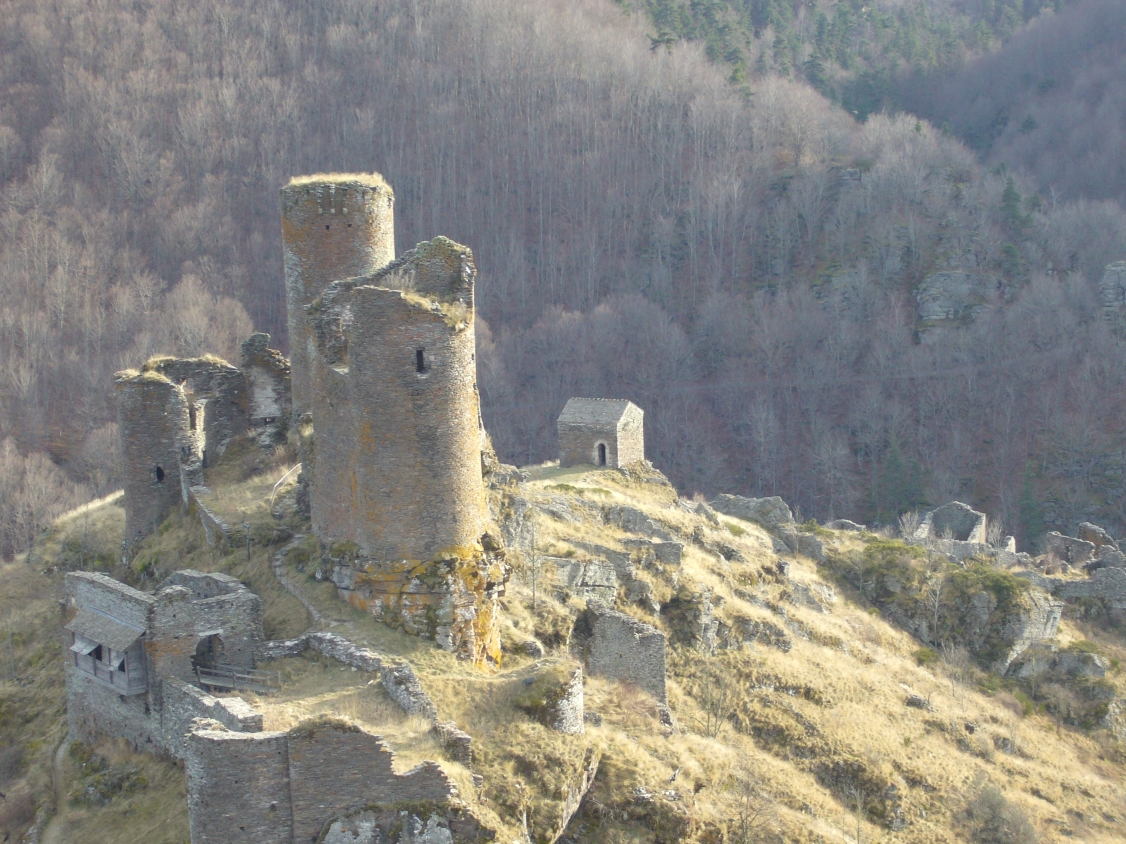
Vue du panorama le surplombant.
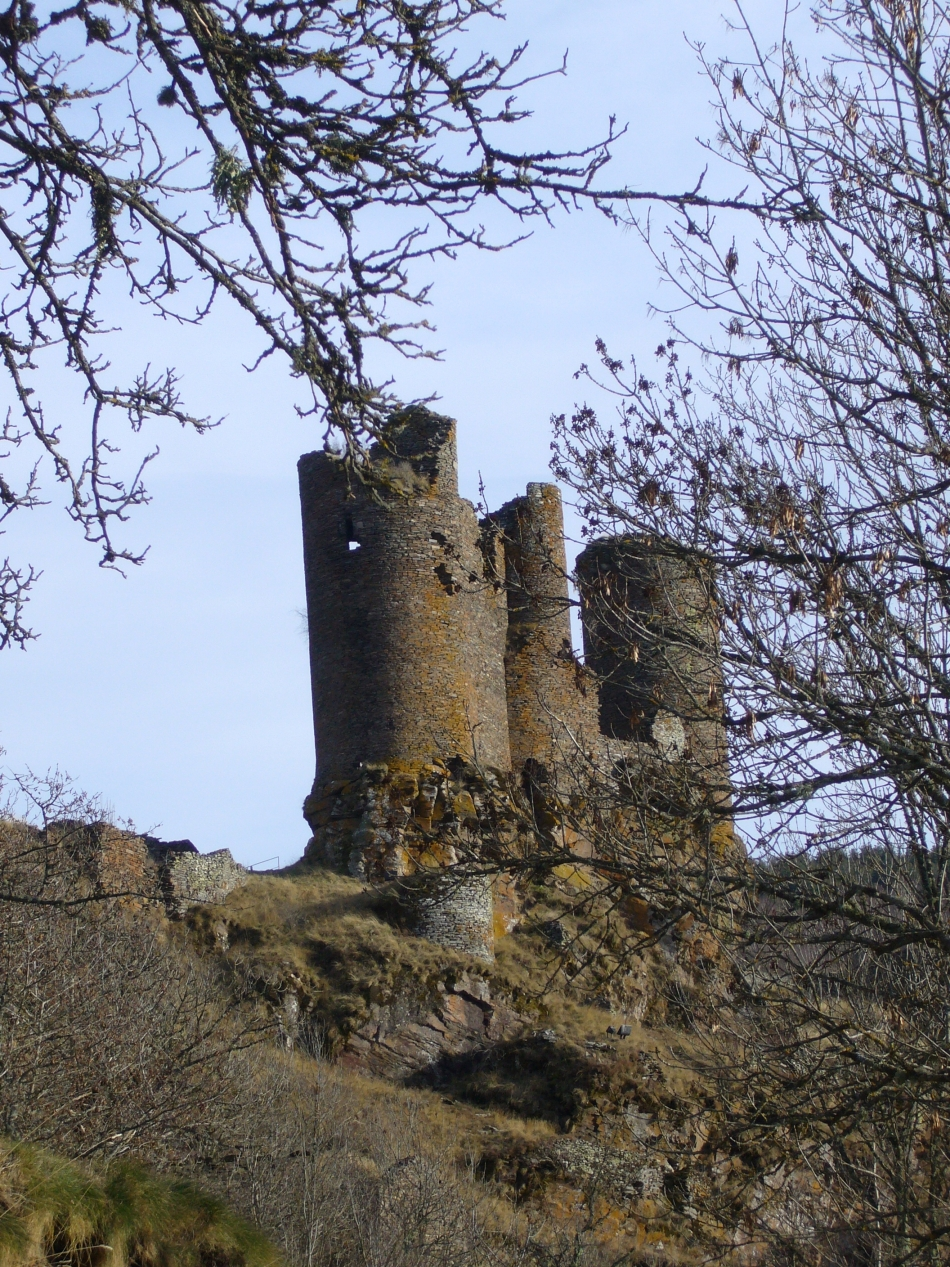
Vue du village du Tournel.
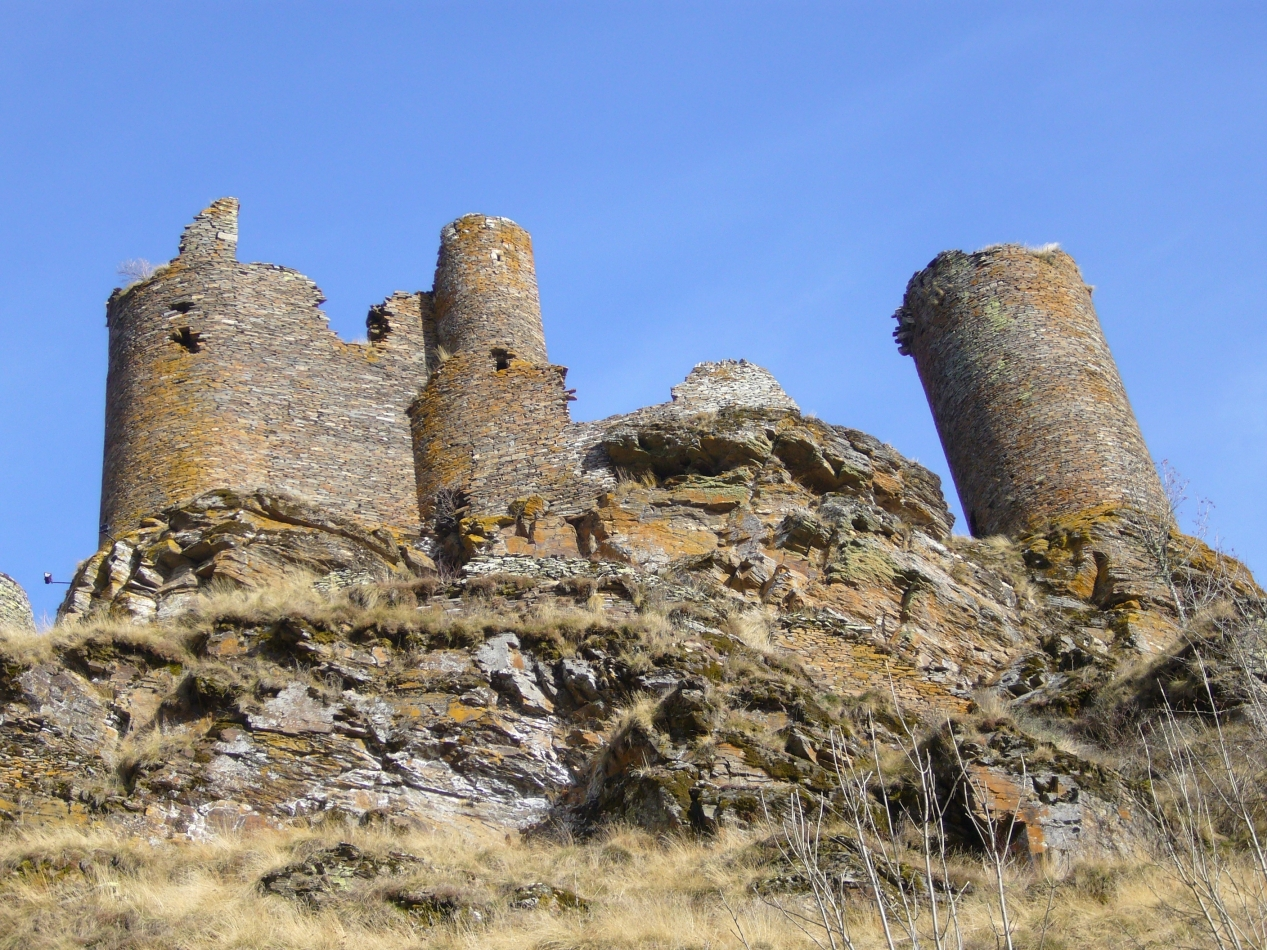
Vue du bas.

- L'église Saint-Julien.

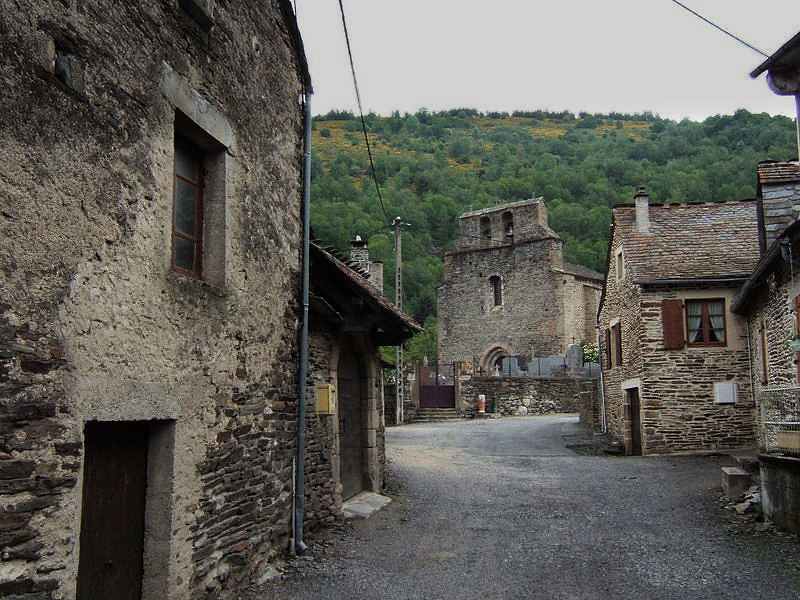
L'église.
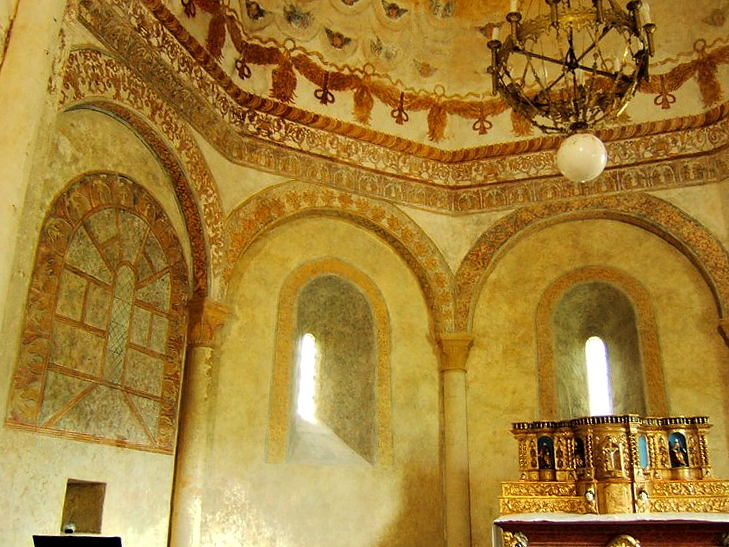
Intérieur de l'église.
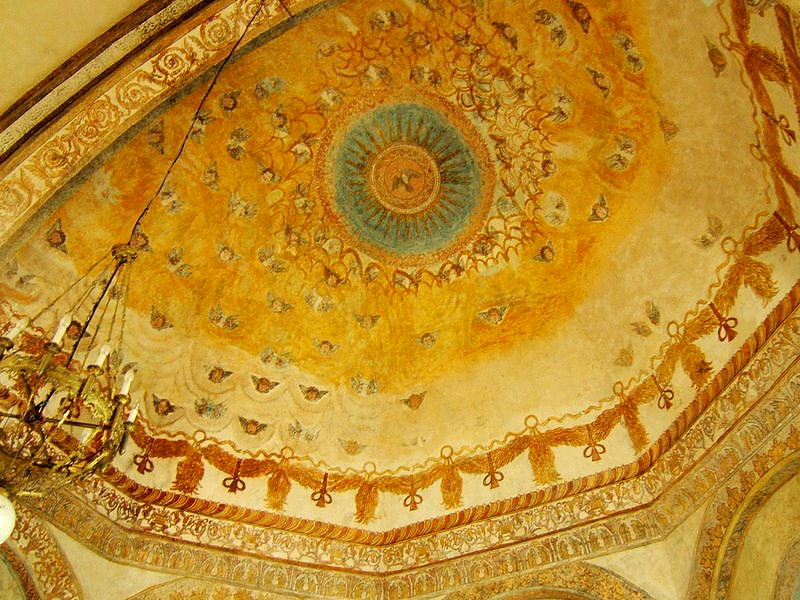
Plafond de la nef.

### Personnalités liées à la commune
- Aristide Pierre Maurin, né à Oultet en 1877, mort à New York en 1949, activiste catholique au Canada puis aux États-Unis, cofondateur du Catholic Worker Movement.